# Campeonato Mundial de Voleibol Femenino
El Campeonato Mundial de Voleibol Femenino es la máxima competición internacional de voleibol disputada por los equipos nacionales femeninos miembros de la Federación Internacional de Voleibol (FIVB). La primera edición tuvo lugar en 1952 y desde entonces se realiza cada cuatro años.
El actual campeón es Serbia, que ganó su segundo título en el torneo de 2022.
Rusia ha ganado el título nueve veces (incluyendo los de la Unión Soviética), Japón y Cuba tres veces.

## Ediciones
| Núm.  | Año  | Sede                   | Oro            | Plata          | Bronce              |
| ----- | ---- | ---------------------- | -------------- | -------------- | ------------------- |
| I     | 1952 | URSS                   | URSS           | Polonia        | Checoslovaquia      |
| II    | 1956 | Francia                | URSS           | Rumanía        | Polonia             |
| III   | 1960 | Brasil                 | URSS           | Japón          | Checoslovaquia      |
| IV    | 1962 | Unión Soviética        | Japón          | URSS           | Polonia             |
| V     | 1967 | Japón                  | Japón          | Estados Unidos | Corea del Sur       |
| VI    | 1970 | Bulgaria               | URSS           | Japón          | Corea del Norte     |
| VII   | 1974 | México                 | Japón          | URSS           | Corea del Sur       |
| VIII  | 1978 | URSS                   | Cuba           | Japón          | URSS                |
| IX    | 1982 | Perú                   | China          | Perú           | Estados Unidos      |
| X     | 1986 | Checoslovaquia         | China          | Cuba           | Perú                |
| XI    | 1990 | China                  | URSS           | China          | Estados Unidos      |
| XII   | 1994 | Brasil                 | Cuba           | Brasil         | Rusia               |
| XIII  | 1998 | Japón                  | Cuba           | China          | Rusia               |
| XIV   | 2002 | Alemania               | Italia         | Estados Unidos | Rusia               |
| XV    | 2006 | Japón                  | Rusia          | Brasil         | Serbia y Montenegro |
| XVI   | 2010 | Japón                  | Rusia          | Brasil         | Japón               |
| XVII  | 2014 | Italia                 | Estados Unidos | China          | Brasil              |
| XVIII | 2018 | Japón                  | Serbia         | Italia         | China               |
| XIX   | 2022 | Países Bajos · Polonia | Serbia         | Brasil         | Italia              |
| XX    | 2025 | Tailandia              |                |                |                     |

## Medallero histórico
- Actualizado hasta Países Bajos/Polonia 2022.

| Núm. | País            | Oro | Plata | Bronce | Total |
| ---- | --------------- | --- | ----- | ------ | ----- |
| 1    | Rusia           | 7   | 2     | 4      | 13    |
| 2    | Japón           | 3   | 3     | 1      | 7     |
| 3    | Cuba            | 3   | 1     | 0      | 4     |
| 4    | China           | 2   | 3     | 1      | 6     |
| 5    | Serbia          | 2   | 0     | 1      | 3     |
| 6    | Estados Unidos  | 1   | 2     | 2      | 5     |
| 7    | Italia          | 1   | 1     | 1      | 3     |
| 8    | Brasil          | 0   | 4     | 1      | 5     |
| 9    | Polonia         | 0   | 1     | 2      | 3     |
| 10   | Perú            | 0   | 1     | 1      | 2     |
| 11   | Rumanía         | 0   | 1     | 0      | 1     |
| 12   | Checoslovaquia  | 0   | 0     | 2      | 2     |
| 12   | Corea del Sur   | 0   | 0     | 2      | 2     |
| 14   | Corea del Norte | 0   | 0     | 1      | 1     |
|      | TOTAL           | 19  | 19    | 19     | 58    |

1. ↑  Incluye las medallas obtenidas por la URSS.
2. ↑  Incluye las medallas obtenidas por Serbia y Montenegro.

## Jugadora más valiosa por edición
- 1952-1978: No otorgado
- 1982: Lang Ping ( China)
- 1986: Yang Xilan ( China)
- 1990: Irina Parjomchuk ( URSS)
- 1994: Regla Torres ( Cuba)
- 1998: Regla Torres ( Cuba)
- 2002: Elisa Togut ( Italia)
- 2006: Yoshie Takeshita ( Japón)
- 2010: Yekaterina Gámova ( Rusia)
- 2014: Kimberly Hill ( Estados Unidos)
- 2018: Tijana Bošković ( Serbia)
- 2022: Tijana Bošković ( Serbia)